# Marcos García Barreno
Marcos García Barreno, conocido simplemente como Marcos o Marquitos (San Antonio Abad, Islas Baleares, España, 21 de marzo de 1987), es un futbolista español. Juega como centrocampista o delantero y actualmente forma parte del Club Deportivo Ibiza Islas Pitiusas de la Segunda División RFEF.

## Trayectoria
Marcos García Barreno, conocido popularmente como Marquitos, comenzó su carrera futbolística en las categorías inferiores de la Sociedad Deportiva Portmany, un club regional en Islas Baleares. Su potencial y habilidades llamaron la atención de varios clubes de mayor nivel, lo que le llevó a fichar en la temporada 2001-02 por las categorías inferiores del Villarreal Club de Fútbol (categoría cadete). Tras pasar por el Villarreal Club de Fútbol B, rápidamente impresionó a los entrenadores y fue promovido a la primera plantilla del club En la temporada 2006-07.
Su debut en la Primera División se produjo el 20 de diciembre de 2006 en un partido contra el Racing de Santander, en el que Marquitos logró anotar su primer gol en la máxima categoría, aunque su equipo terminó perdiendo por 2-1. Un mes después, el 27 de enero de 2007, tuvo su momento de mayor protagonismo al marcar el gol de la victoria en un histórico partido contra el Real Madrid Club de Fútbol. Este gol fue particularmente significativo, ya que otorgó al Villarreal Club de Fútbol su primera victoria en liga frente al equipo madrileño, lo que le valió a Marquitos un lugar destacado en la historia del club.
El 2 de febrero de 2007, el Villarreal Club de Fútbol reconoció su desempeño y potencial renovando su contrato hasta 2012. Sin embargo, en busca de mayor tiempo de juego y experiencia, Marquitos fue cedido en la temporada 2007-08 al Real Club Recreativo de Huelva, donde continuó su carrera en la Primera División. Al año siguiente, para la temporada 2008-09, fue cedido nuevamente, esta vez a la Real Sociedad de Fútbol, que en ese momento competía en la Segunda División. Durante su paso por el club vasco, Marquitos disputó 40 partidos y anotó cinco goles, consolidándose como un jugador importante en la plantilla.
En julio de 2009, Marquitos firmó un contrato de cuatro años con el Real Valladolid Club de Fútbol, regresando así a la Primera División. A pesar de sus esfuerzos, tuvo pocas oportunidades en el equipo principal, y en la temporada 2011-12 regresó al filial del Villarreal Club de Fútbol para tener más minutos de juego. En 2012, decidió dar un nuevo rumbo a su carrera y se desvinculó del Real Valladolid Club de Fútbol, firmando por el Xerez Club Deportivo, donde jugó durante una temporada.
Después de su paso por el Xerez Club Deportivo, Marquitos continuó su carrera en la Sociedad Deportiva Ponferradina, donde tuvo la oportunidad de competir nuevamente en la Segunda División. En 2014, firmó un contrato con el Centre d'Esports Sabadell Futbol Club, donde continuó demostrando sus habilidades en la segunda categoría del fútbol español.
En la temporada 2015-16, Marquitos emprendió su primera experiencia en el extranjero, fichando por el Miedź Legnica, un club de la Segunda División de Polonia. Durante su estancia en Polonia, tuvo la oportunidad de conocer una nueva liga y adaptarse a un estilo de juego diferente. En enero de 2016, fue transferido al Górnik Łęczna, equipo que competía en la Ekstraklasa, la primera división polaca, lo que le permitió competir al máximo nivel en el país.
Para la temporada 2016-17, Marquitos continuó su carrera internacional al fichar por el PFC Beroe Stara Zagora en Bulgaria, donde jugó hasta diciembre de 2017. A finales de ese mismo año, regresó al Miedź Legnica, donde permanecería hasta 2020.
En 2021, Marquitos decidió regresar a España, uniéndose al Club Deportivo Ibiza Islas Pitiusas, equipo con el que actualmente compite en la Segunda División RFEF. Su regreso a España marca una nueva etapa en su carrera, aportando su experiencia y conocimiento adquirido en diferentes ligas y competiciones a nivel internacional.

## Selección nacional
Ha sido internacional con la selección de España en categorías inferiores, incluyendo sub-16, sub-17, sub-20 y sub-21.

### Participaciones en Copas del Mundo
| Mundial                               | Sede   | Resultado        |
| ------------------------------------- | ------ | ---------------- |
| Copa Mundial de Fútbol Sub-20 de 2007 | Canadá | Cuartos de final |

### Participaciones en Europeos
| Torneo         | Sede    | Resultado            |
| -------------- | ------- | -------------------- |
| Europeo Sub-17 | Francia | Subcampeón de Europa |

## Clubes
| Club                    | País     | Año       |
| ----------------------- | -------- | --------- |
| Villarreal CF           | España   | 2005-2007 |
| RC Recreativo de Huelva | España   | 2007-2008 |
| Real Sociedad           | España   | 2008-2009 |
| Real Valladolid CF      | España   | 2009-2010 |
| Villarreal CF B         | España   | 2010-2011 |
| Real Valladolid CF      | España   | 2011-2012 |
| Xerez CD                | España   | 2012-2013 |
| SD Ponferradina         | España   | 2013-2014 |
| CE Sabadell FC          | España   | 2014-2015 |
| Miedź Legnica           | Polonia  | 2015-2016 |
| Górnik Łęczna           | Polonia  | 2016      |
| PFC Beroe Stara Zagora  | Bulgaria | 2016-2017 |
| Miedź Legnica           | Polonia  | 2017-2020 |
| CD Ibiza Islas Pitiusas | España   | 2021-Act. |